# Vit hårskål
Vit hårskål (Lachnum virgineum) är en svampart som först beskrevs av August Johann Georg Karl Batsch, och fick sitt nu gällande namn av Petter Adolf Karsten 1871. Vit hårskål ingår i släktet Lachnum och familjen Hyaloscyphaceae. Arten är reproducerande i Sverige. Inga underarter finns listade.